# Virajpet
Virajpet is een panchayatdorp in het district Kodagu van de Indiase staat Karnataka. 

## Demografie
Volgens de Indiase volkstelling van 2001 wonen er 15.206 mensen in Virajpet, waarvan 51% mannelijk en 49% vrouwelijk is. De plaats heeft een alfabetiseringsgraad van 81%.